# Заставье (Великомежиричская сельская община)
Заставье (укр. Застав'я) — село в Великомежиричской сельской общине Ровненского района Ровненской области Украины.
До 2020 года входило в Корецкий район.
Население по переписи 2001 года составляло 565 человек. Почтовый индекс — 34725. Телефонный код — 3651.